# Zustandsverb
Zustandsverben (auch: statische bzw. stative Verben) sind eine Bedeutungsklasse von Verben. Sie bezeichnen Situationen ohne Veränderung und ohne Dynamik. Zustandsverben sind somit auch immer atelische Verben; ein Zustand hält zwar oft nur für begrenzte Zeit an, aber die Verbbedeutung gibt kein Kriterium an, wodurch der Zustand aufgehoben wird (er endet lediglich faktisch irgendwann). Hinsichtlich des Fehlens von Dynamik kontrastieren Zustandsverben mit allen anderen Aktionsart-Klassen von Verben.
Beispiele
Beispiele für Zustände sind das Vorliegen einer Eigenschaft über eine gewisse Zeit hinweg oder die räumliche Lage von Personen oder Gegenständen.
- Das Blatt liegt auf dem Tisch.
- Ich wohne im Schwarzwald.

Weitere Beispiele für Zustandsverben: leben, wissen, glauben.
In der Regel wird davon ausgegangen, dass auch viele Adjektive Zustände bezeichnen, z. B. müde, aufgeregt.